# Dunlap (Tennessee)
Dunlap – miasto w Stanach Zjednoczonych, w stanie Tennessee, w hrabstwie Sequatchie.